# Dechy
Dechy is een gemeente in het Franse Noorderdepartement (Frans: département du Nord) (regio Hauts-de-France). De plaats maakt deel uit van het arrondissement Douai. De gemeente telde 5.343 inwoners op 1 januari 2022.

## Geografie
De oppervlakte van Dechy bedroeg op 1 januari 2022 9,27 vierkante kilometer; de bevolkingsdichtheid was toen 576,4 inwoners per km².

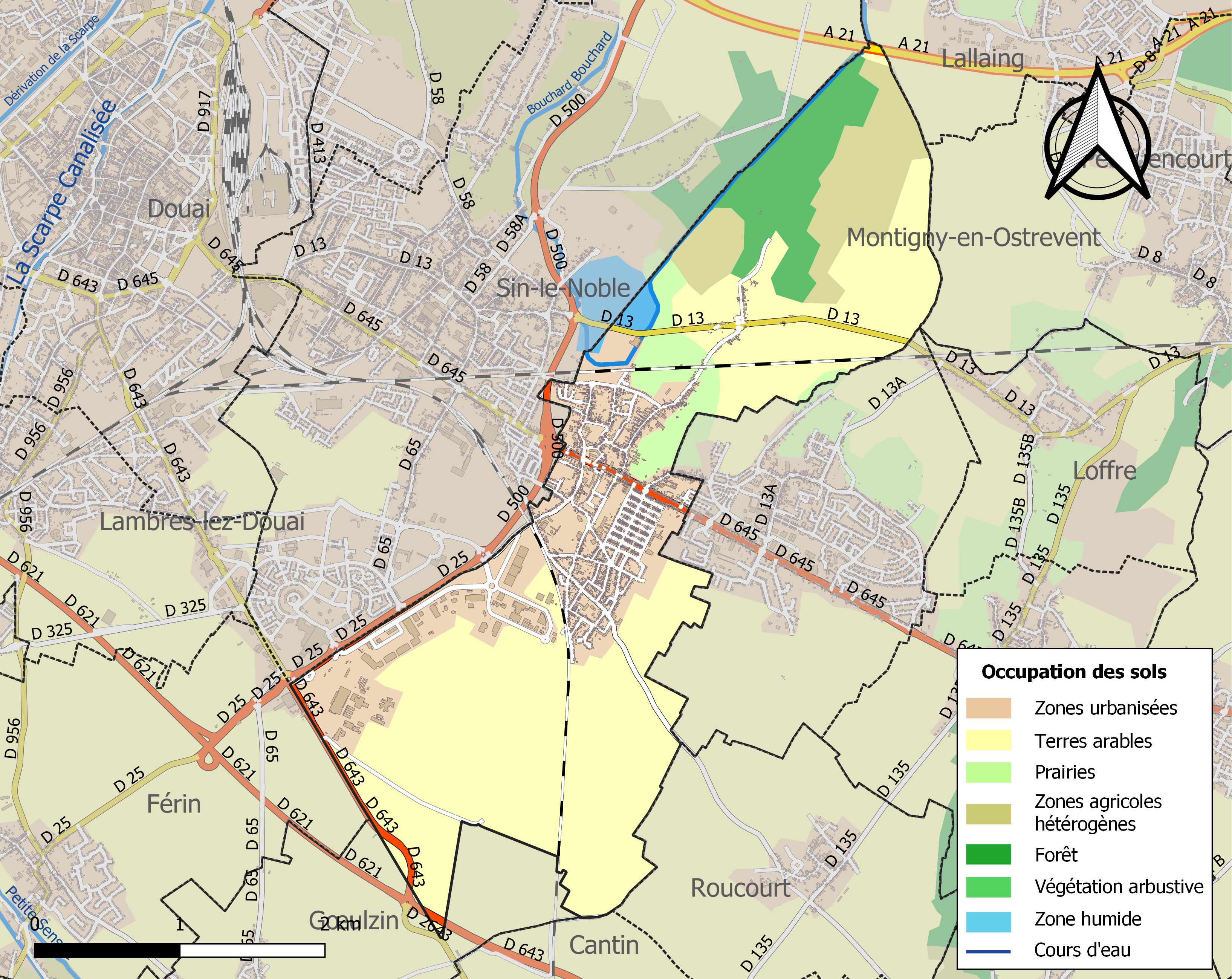
Kaart van de gemeente met belangrijkste infrastructuur, bodemgebruik en omliggende gemeenten

## Demografie
Onderstaande figuur toont het verloop van het inwonertal (bron: INSEE-tellingen).